# Federació Internacional de Natació
La Federació Internacional de Natació (en francès, Fédération Internationale de Natation, FINA) és l'organització internacional que regula les normes de la natació a nivell competitiu, i, de manera periòdica, organitza competicions i altres esdeveniments.
La seva seu està a Lausana (Suïssa) i compta amb l'afiliació de moltes federacions nacionals. Els principals càrrecs i òrgans de govern de la federació són: el president, el secretari general, els vicepresidents, el congrés (es reuneix cada dos anys), el cos executiu i els comitès tècnics. Des de l'any 2009 el president és el Dr. Julio Maglione, d'Uruguai.

## Història
La FINA va ser fundada el 19 de juliol de 1908 a Londres per representants de 8 federacions nacionals: Alemanya, Bèlgica, Dinamarca, Finlàndia, França, Hongria, Regne Unit i Suècia. Els campionats de natació han tingut diversos moments rellevants al llarg de la seva història.
El 1912 es van celebrar per primer cop competicions aquàtiques femenines als Jocs Olímpics d'Estocolm. El 1922 Johnny Weissmuller (USA) és el primer esportista en nadar els 100 m lliures per sota del minut (58.6). Gertrude Ederle (USA) és la primera dona que neda al Canal de la Mànega, en un temps dues hores, el 1926, més ràpid que el rècord de l’home anterior en aquesta travessia.
El 1956 l'estil papallona de natació entra per primer cop a la competició olímpica als Jocs Olímpics de Melbourne. Dawn Fraser (AUS) completa el seu hat-trick sense precedents als Jocs Olímpics de Tòquio de 1964 tercera victòria olímpica consecutiva als 100 metres lliures. Quatre anys més tard als Jocs Olímpics de Mèxic del 1968 es formalitza el control temps electrònic en el control de les competicions de natació.
En la dècada el 1970, Mark Spitz (USA) és el primer atleta a guanyar set medalles d'or de natació en una edició dels Jocs Olímpics de Múnic (GER) de 1972. Totes les seves victòries van anar acompanyades del rècord mundial. El 1973 se celebrà el primer Campionat del Món de natació a Belgrad (Iugoslàvia), amb la participació de 686 atletes de 47 països. El 1979 s'organitzà la primera Copa del Món de waterpolo, a Rijeka (Iugoslàvia).
Als 80'es comencen amb el trencament record de Vladimir Salnikov (URSS). Va ser el primer nedador que ha superat el límit de 15 minuts als 1500 m lliures: marca 14: 58,27 pel seu títol als Jocs Olímpics de Moscou. La natació sincronitzada aparegué per primer cop en un programa dels Jocs Olímpics a Los Angeles 1984. Dos anys més tard s'obria l'Oficina permanent de la FINA a Lausana. El 1988 Greg Louganis (USA) se li reconeix una cinquena medalla olímpica com a saltador als Jocs Olímpics de Seul. També va estar cinc vegades al podi d’un Campionat del Món FINA.
En la dècada dels 90 se celebrà el primer Campionat del Món de natació en aigües obertes, a Perth (Austràlia) el 1991. A les Olimpíades de Barcelona del 1992 Matt Biondi (USA) esdevé llegenda amb 11 medalles als Jocs i 11 premis al Campionat del Món FINA. El 1993 se celebrà el primer Campionat del Món de natació en piscina curta, a Palma, amb la participació de 313 atletes de 46 països diferents. El mateix any se celebren els primers Campionats del Món de natació en piscina curta a Palma. El 1996 tanca la seva carrera el waterpolista Manel Estiarte, per molts considerats el millor jugador de waterpolo de la història, guanyant l’or als Jocs d’Atlanta. Va ser present a sis Jocs Olímpics (1980-2000).
El 2004 Alexander Popov (RUS) deixa les piscines després d’una exitosa carrera que inclou nou medalles olímpiques i 11 premis al Campionat Mundial FINA. Michael Phelps (EUA) supera Mark Spitz i es converteix en l'únic atleta de la història que ha guanyat vuit medalles d'or en una edició dels Jocs, a Beijing (CHN) del 2008. Quatre anys després, a la conclusió dels Jocs de Londres, anuncia el final de la seva carrera de natació, amb un total de 22 premis olímpics, inclosos 18 d’or, el millor de la història olímpica. El 2016 va tornar als Jocs Olímpics de Rio eixamplant el seu palmarès de medalles. El 2011 Guo Jingjing (CHN) tanca la seva brillant carrera de saltadora, després de sis medalles olímpiques i 11 mundials. Segueix sent la millor saltadora de la història.

## Esports
La FINA controla sis esports aquàtics:
- Natació
- Natació sincronitzada
- Natació en aigües obertes
- Salts
- Salts de gran altura
- Waterpolo

## Campionats
La FINA organitza diferents campionats i proves de totes les disciplines que controla.

### Campionat del món
El campionat més important organitzat per la FINA se celebra cada any imparell. Abans de l'any 2000 se celebraba cada quatre anys.

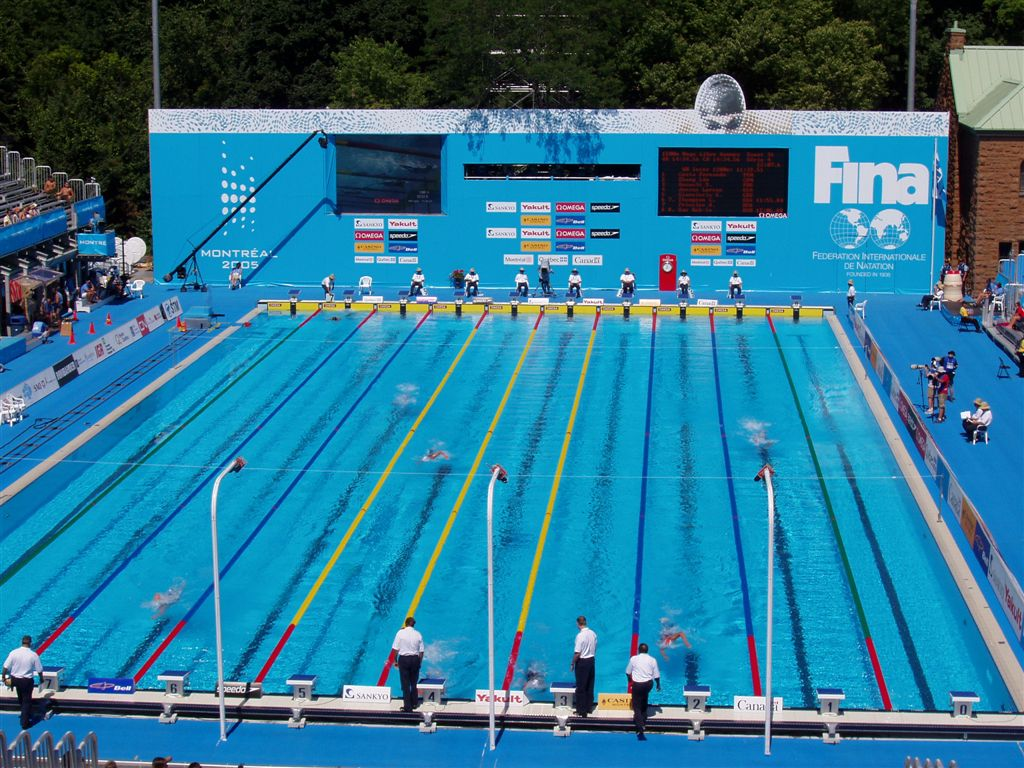
11è Campionat Mundial de Natació.

### Campionats per disciplines
- Natació: El Campionat del Món de natació en piscina curta, es disputa cada dos anys tradicionalment a finals d'un any parell, en piscina de 25 metres.
- Waterpolo:La Lliga Mundial de waterpolo se celebra cada any, amb un campionat masculí i un de femení.
- Salts: La FINA World Diving Series és una competició de salts disputada cada any en diferents proves voltant del món.
- Aigües Obertes:El Campionat del Món d'aigües obertes van ser uns campionats disputats entre els anys 2000 i 2010 cada dos anys.
- Natació Sincronitzada:La Copa del Món de natació sincronitzada és un campionat organitzat cada 4 anys.

La FINA organitza altres esdeveniments en categoria absoluta com Copes del món i Grand Prix. També s'encarrega dels mundials de categoria júnior i dels màsters.

## Membres
Els membres estan agrupats per continent, i hi ha 5 associacions continentals a les quals cada federació nacional pot adscriure's com a membre.

- Africa (52): Confederació Africana de Natació (CANA)
- Americas (45): Confederació Americana de Natació (ASUA)
- Asia (45): Federació Asiàtica de Natació (AASF)
- Europe (52): Lliga Europea de Natació (LEN)
- Oceania (15): Associació Oceànica de Natació (OSA)

Nota: El nombre que segueix a cada nom continental és el nombre de membres de la FINA que pertanyen a l'àrea geogràfica determinada. No és necessàriament el nombre de membres de l'associació continental.

## Llista de presidents
| Presidents de la FINA  | Presidents de la FINA | Presidents de la FINA |
| Nom                    | País                  | Mandat                |
| ---------------------- | --------------------- | --------------------- |
| George Hearn           | Regne Unit            | 1908–1924             |
| Erik Bergvall          | Suècia                | 1924–1928             |
| Émile-Georges Drigny   | França                | 1928–1932             |
| Walther Binner         | Alemanya              | 1932–1936             |
| Harold Fern            | Regne Unit            | 1936–1948             |
| Rene de Raeve          | Bèlgica               | 1948–1952             |
| M. L. Negri            | Argentina             | 1952–1956             |
| Jan de Vries           | Països Baixos         | 1956–1960             |
| Max Ritter             | Alemanya              | 1960–1964             |
| William Berge Phillips | Austràlia             | 1964–1968             |
| Javier Ostos           | Mèxic                 | 1968–1972             |
| Dr. Harold Henning     | Estats Units          | 1972–1976             |
| Javier Ostos           | Mèxic                 | 1976–1980             |
| Ante Lambasa           | Iugoslàvia            | 1980–1984             |
| Robert Helmick         | Estats Units          | 1984–1988             |
| Mustapha Larfaoui      | Algèria               | 1988–2009             |
| Dr. Julio Maglione     | Uruguai               | 2009-actualitat       |